# 宮ノ前事件
宮ノ前事件（みやのまえじけん）は、永禄4年（1561年）に肥前国の平戸においてポルトガル商人と日本人との間で発生した暴動事件。平戸港そばの七郎宮の露店で発生したことから、松浦党や郷土史の研究者の間で「宮ノ前事件」「宮前事件」と呼んでいる。

## 概要
1561年、ポルトガル船入航にあわせ、平戸町人との売買交渉が始まったが、絹糸（または絹織物）の交渉が決裂し、両者の間に険悪な空気が生じた。町人が商品を投げつけたことを契機にポルトガル商人が殴りかかり、双方入り乱れての乱闘に発展した。見かねた武士が仲裁に入ったが、ポルトガル側は日本側への助太刀と勘違いし、船に戻って武装し、町人や武士団を襲撃した。武士団も抜刀して応戦。ポルトガル側はフェルナン・デ・ソウサ船長以下14名の死傷者を出し、平戸港を脱出した。

## 背景
この事件は、単なる商取引上のトラブルにとどまらず、平戸領内でのキリシタンと仏教徒の確執が表面化したものと解釈される。鹿児島での布教を断念したフランシスコ・ザビエルが次に布教の拠点としたのが平戸であり、領主松浦隆信も南蛮貿易の利権を獲得するために布教を受容したため、受洗した家臣の籠手田安経の領地である生月島と度島だけでも1400人が改宗した。改宗したキリシタンは志々伎神社など寺社や墓地の破壊を行い、入信を拒んだ仏教徒との間に確執が生じていた。
永禄2年（1559年）、平戸の仏教勢力であった安満岳の西禅寺住職と日本人修道士ロレンソ了斎との宗教論争を契機に、仏教徒による暴動未遂事件が発覚した。松浦隆信はキリシタン側の総責任者として平戸で布教活動をしていたガスパル・ド・ヴィレラ神父を追放したが、禁教には踏み切らなかった。そのため仏教徒の不満は解消できず、キリシタンへの不信感はくすぶっていた。これが宮前事件の伏線であると考えられている。

## 影響
豊後で布教活動をしていた日本教区長コスメ・デ・トーレスは、この暴動の後に日本人への処罰が行われなかったことから、平戸での貿易を拒絶することに決めた。1559年の暴動未遂事件以来、ルイス・デ・アルメイダ神父に新貿易港の探索を命じており、ひとまず平戸から撤退することをゴアのポルトガル総督に進言した。一方、アルメイダ神父は大村純忠との接触に成功し、翌永禄5年（1562年）、純忠が提供した横瀬浦を新貿易港として、対日貿易を再開した。